# 松本ひでおのショウアップナイターネクスト
松本ひでおのショウアップナイターネクスト（まつもとひでおのショウアップナイターネクスト）は2006年度から2007年度にかけてプロ野球シーズンオフ期間中にニッポン放送で放送されている、スポーツ・情報生ワイドラジオ番組。
パーソナリティはニッポン放送スポーツ部の松本秀夫アナウンサー。
ただし月曜日はマンデースペシャルとして番組名が「松本ひでおと石井一久のショウアップナイターネクスト!」となり、埼玉西武ライオンズの石井一久投手が、スペシャルメインパーソナリティを務める。
また金曜日はウィークエンドスペシャルとして番組名が「松本ひでおと仁志敏久のショウアップナイターネクスト!」となり、横浜ベイスターズの仁志敏久がスペシャルメインパーソナリティを務める。
この際、松本アナウンサーはパーソナリティとアシスタントを兼任する。ただし、石井、仁志各選手が出演できない場合は通常時の番組になる。

## パーソナリティ
- 松本秀夫 - ニッポン放送スポーツ部アナウンサー
- スペシャルパーソナリティ（2007年度のみ）
  - 月（マンデースペシャル） 石井一久 -

東京ヤクルトスワローズ（2007年11月まで）→埼玉西武ライオンズ（2007年12月より）投手
  - 金（ウィークエンドスペシャル） 仁志敏久 -

横浜ベイスターズ選手

## アシスタント
- 初代：石川みゆき - 元ニッポン放送アナウンサー、現フリーアナウンサー（2006年度）
- 2代目：新保友映 - ニッポン放送アナウンサー（2007年度）

## 放送時間

### 2006年度
- 2006年10月2日～2007年3月29日（ニッポン放送など）（一部の放送局では2007年3月30日最終回）
- 毎週月曜日～金曜日 17:30～19:57

### 2007年度
- 2007年10月1日～2008年3月27日（ニッポン放送など）（一部の放送局では2008年3月28日最終回）
- 毎週月曜日～金曜日 17:30～19:57

## ネット局
毎週月曜日～金曜日 19:00～19:57
- 青森放送、東北放送、山形放送、ラジオ福島、栃木放送、茨城放送、新潟放送、信越放送、山梨放送、北日本放送、北陸放送、福井放送、和歌山放送、山陰放送、山陽放送、中国放送、西日本放送、高知放送、熊本放送、南日本放送、ラジオ沖縄

毎週月曜日～金曜日 19:00～19:29
- KBS京都

毎週火曜日～金曜日 19:00～19:57
- IBC岩手放送、秋田放送、静岡放送、山口放送、四国放送、南海放送、長崎放送、大分放送、宮崎放送

### ネット局に関する備考
- 関西・東海地方では、菊正宗 ほろよいイブニングトークのみ、CBCラジオ(JRN単独系列だが、NRN番組も多数放送している)、ABCラジオでネットしている。
- 関西区域の他の在阪NRN局(MBS,OBC)や東海ラジオ、STVラジオ、KBCラジオでは自社製作番組等の編成の都合で放送されていない。これらの地域では、19:30～20:00のCMのみネットされている。(関西区域はMBSラジオでネット)
- 関西区域は在阪NRN局の代わりに、KBS京都や四国放送、和歌山放送で、19時台の全国ネットコーナーを聞くことができる。
- 東海地方は、CBCラジオは、自社製作の『LOVEARTH』を放送しているためか、菊正宗 ほろよいイブニングトーク以外のコーナーはネットされていない。また、独立局の岐阜放送もRF製作番組をネットしているため放送がない。
このため、東海地区で19時台の全国ネットのコーナーを聴取する場合は、愛知県東部では静岡放送を通じて聴取する。岐阜県東濃地方では信越放送を通じて聴取する。三重県伊賀地方ではKBS京都を通じて聴取する。岐阜県飛騨地方では北日本放送を通じて聴取する。
- 北海道は、STVラジオと同じNRN加盟局であるHBCラジオでも、自社製作の『ファイターズDEナイト!』を放送しているため、北海道では、日高・函館方面では、青森放送を通じて聴取する。札幌以南（日高・函館方面も含む）では、東北放送を通じて聴取する。
- 福岡で聴取する場合、京築・筑豊地方では、山口放送（周南本局）を通じて聴取する。北九州では、山口放送（下関局）を通じて聴取する。久留米・筑後地方では、NBCラジオ佐賀を通じて聴取する。
- その他の北海道・東海地方・福岡のエリアは、ニッポン放送で、さらに、東海地方や福岡は、中国放送でも、遠距離受信の形で聴取することができる。

## タイムテーブル

### 2006年度
- 17:30 オープニング
- 17:35 名盤レコードアワーより1曲
- 17:40 スズキアリーナ夕焼け応援団 ショウアップナイタープロ野球クイズ
- 17:56 5-56天気予報
- 17:57 交通情報
- 18:00 6時からお聞きの皆様に改めてご挨拶
- 18:03 ニッポン放送ニュース（担当：後藤仁報道デスク）
- 18:07 サンケイスポーツ編集部と生電話
- 18:14 スポーツ一本釣り
- 18:20 今日の特集
- 18:30 交通情報
- 18:32 小島奈津子のおかえりなさい
- 18:37 タウンページpresents口コミショウアップ
- 18:45 菊正宗 ほろよいイブニングトーク
- 18:51 天気予報
- 18:53 交通情報

※木曜日は埼玉情報、金曜日は神奈川伊豆情報（18:53頃）
- 18:56 生活安全一口情報（担当：増田みのり）※スペシャルウイーク時休止。
- 19:00 全国ネット用ご挨拶
- 19:03 ああ青春の名盤レコードアワー
- 19:30 浮気は怖いよリクエスト（テーマソング：敏いとうとハッピー&ブルー「よせばいいのに」）
- 19:40　曜日別コーナー

（月）松井秀喜 ワールドチャンピオンへの道
（火）榊原英資のショウアップ!経済学
（水）松本ひでおの釣りバカ日記（テーマソング：森進一 森昌子「しあわせのうた」）
釣り好きの松本アナがこの1週間の釣果を報告。
（木）松本ひでおのフォーク図鑑
（金）
- JAFショウアップカーライフ（2006年12月29日まで）
- 松本ひでおのフルマラソン完走への道（2007年1月5日より）

- 19:50 メールFAX締め切りのお知らせ
- 19:54 交通情報
- 19:55 エンディング（ニッポン放送以外の局とはここまで）
- 19:57 元気ビジネスショウアップ（P・山本元気アナ、ニッポン放送のみ）（10月30日から）
（10月27日まで）おまけのコーナー
- 19:59 クロージング

※19:30～19:50の時間はSTVラジオ・東海ラジオ・毎日放送ラジオ・九州朝日放送ラジオとのCM基幹局ネットゾーン。

### 2007年度
- 17:30 オープニング
- 17:44 スズキアリーナ夕焼け応援団 野球が好きでたまらない!ザ・プロ野球クイズ
- 17:56 5-56天気予報
- 17:57 交通情報
- 18:00 今日のニュース
- 18:07 こちらサンケイスポーツ編集局
- 18:10 スポーツ一本釣り
- 18:20 今日の特集
- 18:28 交通情報
- 18:30 小島奈津子のおかえりなさい
- 18:35 フリーゾーン
- 18:47 菊正宗 ほろよいイブニングトーク
- 18:53 天気予報
- 18:54 交通情報
- 19:00 今日の特集
- 19:10 ようこそ!ネクスト野球調査室（木曜は休止）

※野球日本代表応援コーナー「ENEOS PRESENTS 夢をつかめ!星野JAPAN」（10月29日より19:20～19:28）
- 19:30 男と女のクライマックスシリーズ(10月25日までの木曜日は19:20ころへ移動。11月の木曜日は19:10ころに再移動。12月6日と12月20日以降は再び19:20ころへ戻る。）
- 19:40　曜日別コーナー

（月）松井秀喜 ワールドチャンピオンへの道
（火）田崎真也 今夜の一杯（P・田崎真也）
（水）ひでおの釣りバカ日記（10月24日まで）
伊吹文明 ニッポンの息吹を聴こう（P・伊吹文明）11月7日～
（木）竹中平蔵ON AND ON（P・竹中平蔵）(木曜のみ20分間。19:30～19:50ころ）
（金）ショウアップカーライフ（12月28日まで）
ひでおの釣りバカ日記（1月4日より）
- 19:50 メールFAX締め切りのお知らせ

水曜日のみ　ひでおのプチ釣りバカ日記（11月7日～12月26日）
- 19:54 交通情報
- 19:55 エンディング（ニッポン放送以外の局とはここまで）
- 19:57 ビジネスショウアップ（P・山本剛士、ニッポン放送のみ）（日本シリーズ終了後から放送。2008年1月29日・1月30日は18:57に放送）
  - おまけのコーナー（ビジネスショウアップの無い場合）
- 19:59 クロージング

## 番組テーマソング
2006年度
- クレイジーケンバンド「タイガー&ドラゴン」

「いいね!横浜G30」（元々は横浜市のゴミ分別プロジェクトのキャンペーンソング）
また、19時のジングルにはアルバム「ソウルパンチ」のアイキャッチ、その他のジングルにはクレイジーケンバンドのボーカル横山剣を起用している。
2007年度
- ジングルの一部にはTBS[1]→BS-TBS[2]『噂の!東京マガジン』、よみうりテレビ『クイズ・マネーイズマネー』などで使用されているテーマ曲・MALTAの「SEXY GALAXY」のAサビが流れた。

※ニッポン放送のスペシャルウイーク期間中は別のBGMが流れている。

## スペシャルウィークなど
スペシャルウィークになると、ニッポン放送では特別編成になり17:30～20:50に枠拡大される。ニッポン放送以外のネット局では、裏送り放送で19:00から（KBS京都は19:30まで、栃木放送・茨城放送・西日本放送（2007年から）、ラジオ沖縄は20:50まで（ただし20:00までの場合や20:00-20:30に中断する事もある）、それ以外は20:00まで）「ショウアップナイターネクスト」を放送する。またニッポン放送がスポーツ中継を放送する場合でも地方向け裏送り放送を実施している

### 2006年度（2006年10月-2007年3月）
2006年度の放送期間中に3回行われているが、全て笑福亭鶴光と松本ひでおアナのコンビで放送。17:30～20:50の拡大版で放送。以前放送されていた、前々年度のストライク!時代の松本アナと当時ニッポン放送朝番組の顔であった森永卓郎（経済アナリスト）の名物コンビのスペシャルウィークのスペシャルは当期はなかった。
- 2006年10月16日（月曜）～10月20日（金曜）「笑福亭鶴光と松本ひでおの歌の日本シリーズ」と題し、松本アナのあだ名「ヤギ」の名付け親である鶴光を迎えリスナーから寄せられたリクエストをかけ合う。オールナイトニッポンの「ミッドナイトストーリー」や噂のゴールデンアワーの「こがねちゃんクイズ」のコーナーを復活させる。放送時間を拡大し17:30～20:50に放送。なお、10月16日の放送では1回だけではあるが、松本アナが昨年度の番組、「ショウアップナイターストライク!」と番組名を間違えてしまい、鶴光に注意されていた。また、この放送で石川みゆきは松本ひでおを「乾燥ヤギ」と呼ぶ。
  - なお、10月16日（月）・10月17日（火）は煙山光紀アナ、10月18日（水）は吉田尚記アナ、10月19日（木）は斉藤安弘アナ、10月20日（金）は、栗村智アナがそれぞれ代役を担当した。
- 2006年12月11日（月曜）～12月15日（金曜）　前回に引き続き鶴光を迎え「笑福亭鶴光と松本ひでおの歌の紅白リクエスト合戦」と題しリスナーから寄せられたリクエストをかけ合う。松村邦洋がものまね応援団として出演。鶴光が負けたため本来は鶴光が罰ゲームをやることになっていたが、罰ゲームのフルマラソンは松村が松本アナのものまねで「師匠は高齢なので私がやります」と言ったために松本アナが挑戦することになり、2007年2月18日の東京マラソン2007に参加することとなった。なお、2006年12月13日（水）の放送は鶴光が「ツー快!お昼ドキッ」（CBCラジオ）出演により名古屋からの移動が間に合わないため事前収録となった。
  - 2006年12月11日～12月15日のウイークもネット局用の裏送り放送がされている。（担当者は12月11日（月）が飯田浩司アナ、12月12日（火）が煙山光紀アナ、12月13日（水）が吉田尚記アナ、12月14日（木）が洗川雄司アナ、12月15日（金）が栗村智アナ）12月11日は名所穴場スポット、12月12日はサッカーワールドカップ取材裏話、12月13日はアニメ・ゲーム・漫画関係のトーク（ミューコミに近い内容だった。）12月14日は有楽町近辺の街の巷には語られていないエピソードが番組のメインだった。
- 2007年2月19日（月曜）～2月23日（金曜）　今回も鶴光を迎え「オールナイトニッポン40周年記念!　笑福亭鶴光と松本ひでおの深夜放送ヒット電話リクエスト」と題しリスナーから深夜放送の思い出とともに寄せられたリクエストをかけ合う。今回のみ石川みゆきは出演していない。
  - 2007年2月19日～2月23日のウイークもプロ野球のキャンプ期間中にもかかわらず特番編成のためネット局用の裏送り放送されることが決まっている。ただし、松本アナ以外の大半のスポーツアナウンサーがキャンプ取材のため本社にいないため担当者については5曜日すべて石川みゆきになった。（2月19日のネット局向けの放送版で「東京マラソン2007」の松本アナのゴールシーンを放送し、翌日の2月20日の番組内冒頭で松本ひでおから全国の皆様へ「伝言メッセージ」を流した。）19時台のメインコーナーは「石川みゆきが選ぶ名曲セレクション」と題して曜日ごとにテーマを変えてそのテーマにちなんだ曲を流している。
- 2007年3月30日（金曜）この日が事実上ナイターオフのウイークディ編成最終日だったがその日の前にニッポン放送などの大半の局が番組を終了してしまい、この日のスタジオ担当は昨年12月11日の担当だった飯田浩司が急遽担当した。メール・FAXのテーマは「本当にごめんなさい。今だから話せる懺悔話。」（昨シーズンのナイターオフ最終日は事前に録音したものをナイター放送未ネット局向けに送出していたが、3月29日の放送で「松本ひでお半年間の誓い」をしたため、ネット局向けの最終回は出演できなかったため）。なお、東北放送は3月27日・3月28日・3月29日は「GOGO!イーグルスナイター」放送のためネットできなかった。

### 2007年度（2007年10月～2008年3月）
- ネット局向けには10月15日は煙山アナウンサーが19:00～20:50まで担当した。しかし、その翌日（10月16日）はなんと松本ひでおが「釣りバカスペシャル」と題した内容で放送した。(当初は17:30～20:50までの3時間20分を予定していたが、クライマックスシリーズの日本ハム対ロッテが第4戦までもつれたため、19:00～20:50までの短縮版となった。）本人曰くいつもと違うスタジオで、しかも当日のフォーマットには「釣りトーク・CM・曲・釣りトーク…」と後半に向かうに連れて釣りトークの時間が長くなるという構成だった。（19時以降の通常コーナーや20時台の箱番組がお休みのためらしい。）10月17日以降の3日間は山本元気アナ改め山本剛士アナがネット局向けに司会進行で放送した。10月17日のテーマは「心に残る名実況集」10月18日のテーマは「東京」10月19日のテーマは「なつかしのアニメソング集」でメールを募集した。なお10月17日はニッポン放送向けを急遽19:30まで拡大したため、この日はネット局向けとニッポン放送向けに「ショウアップナイターネクスト」が放送されていた。なお、10月19日の中国放送ラジオは「根本要」の特番を放送したためネットしていなかった。
- 2007年の日本選手権シリーズ第3戦～第5戦開催中松本ひでおは試合開始直前の司会進行でナゴヤドームに取材、新保アナもニッポン放送向けの日本シリーズ実況中継のスタジオ進行(提供クレジットと交通情報・スポットニュース・天気予報）のため10月30日・10月31日・11月1日の放送は欠席。この間の日本シリーズ中継未ネット局向け（19:00～20:00）は10月スペシャルウイークの時メジャーリーグの取材で渡米していた洗川雄司アナの進行によるスペシャルプログラムが放送されていた。（10月30日は筒美京平特集、10月31日は刑事ドラマ音楽特集、11月1日はアメリカ合衆国の一つの州にちなんだ楽曲特集が放送されていた。なお、20時台は栃木・茨城・沖縄向けにレギュラーの箱番組（火曜日がタウンページpresents 石原良純のピーカン子育て日和!と森田健作の我らニッポン人、水曜日が横浜市長・中田宏のDREAM RUNNERの番外編とw-inds.のウィンディストリート、木曜日がMLB NOW～GO!GO! 松井秀喜と欽ちゃんのドンといってみよう!野球盤）を放送していた。ニッポン放送は未放送。）
- 11月14日の放送分は17:30～19:00のニッポン放送バージョンと19:00～20:00のNRNネットバージョンの2つが放送された。（「ビジネスショウアップ」は通常より1時間早い18:57頃～19:00の時報前までに移動して放送された。）19:00～20:00のNRNネットバージョンは10月16日と同様に松本ひでお一人で番組を進行する形式の放送だったが、「男と女のクライマックスシリーズ」のコーナーと「プチ釣りバカ日記」のコーナーを除き通常のバージョンで放送されていた。

なお、ファックス・メールのテーマはニッポン放送が「この選手をFAで獲得したいと思う選手は誰？」、ネット局バージョンは「私の趣味自慢、道楽自慢」で募集していた。新保アナはネット局バージョンへ切り替わる手前で席を退席し、ニッポン放送で放送していたサッカーアジアチャンピオンズリーグのラジオ独占緊急生中継のスタジオアシスタントをしていた。（松本アナもネット局バージョン終了後合流して、試合後のクッション番組の進行役をしていた。）
- 11月21日もニッポン放送バージョンとNRNバージョンの2つで放送。（「ビジネスショウアップ」は休止。）19:00以降ニッポン放送は「北京オリンピックアジア地区サッカー代表最終予選日本代表vsサウジアラビア代表」の実況生中継のためネットされない。ネット局向けの募集テーマFAXとメールは「私のふるさとの有名人」だった。進行役は松本アナが担当。
- 12月3日についてはニッポン放送は19:00まで、NRNは19:00～20:00の放送。NRNバージョンは洗川雄司アナの司会進行。メール・FAXはニッポン放送が「今日の日本対台湾戦何対何でどちらが勝つ？や星野ジャパンへの応援・励まし」、ネット局バージョンが「オリンピックの思い出」で募集していた。（ネット局は月曜レギュラーコーナーすべてお休み。）また、月曜レギュラーの石井一久投手の出番はなかった。
- 12月4日はニッポン放送枠、NRN枠ともに師岡正雄アナと新保アナで司会進行していた。
- 12月10日～12月14日の週はニッポン放送が17:30～20:50までの拡大版「2007年プロ野球大感謝祭」特別企画で放送。「小島奈津子のおかえりなさい」を休止して、「ただいま松井秀喜です。」という期間限定コーナーが放送されていた。なお、19時台は「男と女のクライマックスシリーズ」がレギュラー通りに時間で放送されていた。（水曜はゲストトークが長すぎてカット。木曜のみ19:30に時間変更）一方NRNネット局向けには月・水・金が煙山アナ、火・木が山内宏明アナの進行による特別版が放送された。（火曜・木曜のみ20:00～20:30レギュラー番組放送のため中断。）番組内容は12月10日月曜が「めったに流れないクリスマスソング特集」、12月11日火曜が「冬に食べたい駅弁・空弁特集」、12月12日水曜が「恒例懐かしのアニメ・特撮主題歌特集」12月13日木曜は「山内宏明の独断と偏見で見た2007年の重大ニュース」（ただし、「竹中平蔵」のコーナーを挟むため約20分中断）などと日替わりだった。
- 12月31日と元日の放送はNRNネット局向けの放送となり、ニッポン放送は休止。1月2日・1月3日は17:30～18:30の短縮版でニッポン放送版。NRNネット局向けは19:00～20:00の放送で放送される。通常放送に戻るのは1月4日放送からでその週の「菊正宗ほろ酔いイブニングトーク」はネット局向けの裏送りとなった。（該当するのは大晦日～1月3日放送分。）なお、1月3日の「竹中平蔵」のコーナーはネット局向けに放送された。（大晦日と元日は録音で1月2日以降は生放送。）
- 1月17日はニッポン放送のみ19:00までの短縮版となり、NRNネット局版は裏送りでの放送となる。（19:00～20:00の時間帯は首都圏の民放ラジオ6社（=ニッポン放送・TBSラジオ・文化放送・ラジオ日本・東京FM・J-WAVE）の同時ネット生放送による「緊急地震速報」の実験放送を兼ねた特番が放送される。）
- 1月29日・1月30日もニッポン放送のみ19:00までの短縮版となり、19:00以降はNRNネット局版の別内容が放送される。（もともと1月30日はニッポン放送では19:00～21:30岡田JAPANのキリンチャレンジカップサッカー中継でネット局向け用が放送される事になっていたが北京オリンピックのハンドボール競技やり直し試合実況中継が入り急遽変更された。）ネット局向けには1月29日が山内宏明・1月30日は清水久嗣アナが担当して放送したが、RKKラジオ（1997年にラジオでのハンドボール中継を行った実績があり、今回のハンドボール中継に協力したことによるもの）今回の中継に関してはネットせずハンドボール競技やり直し実況中継を放送した。（1月29日の田崎真也「今夜の1杯」はコーナー休止したが、1月30日の「日本の息吹を聞こう!」はRKKラジオ以外のネット局に放送された。）
- 2月6日の19:00以降はNRN向けに松本ひでお一人で番組進行をした。（なお、「日本の息吹を聴こう!」はコーナー休止だった。）
- 2月18日～2月22日の1週間、ニッポン放送のみ19:00までの短縮版となり、19:00以降はNRNネット局版の別内容が放送される。（2月18日～2月21日は「坂崎幸之助のオールナイトニッポン40thグラフティ」・2月22日は「加藤和彦のオールナイトニッポン40thSP 洋楽セレクション」をそれぞれ19:00～22:00の3時間放送される為、夜8時の箱番組も火曜日を除き休止される。）ネット局分のパーソナリティは2月18日と2月21日が煙山光紀アナ、2月19日と2月22日が洗川雄司アナ、3月20日の水曜日のみ清水久嗣アナで火曜日20:00～20:30と木曜日の「竹中平蔵」のコーナーのみそれぞれ中断し、それ以外は通常のコーナーは休止となっている。ニッポン放送版はこの1週間18:30頃に中田翔選手が登場するコーナーを放送し、「小島奈津子のおかえりなさい」はお休みをした。
- 3月25日・3月26日はニッポン放送では19:00までの短縮版。ネット局向けには3月25日が煙山光紀アナ、3月26日が清水久嗣アナの進行による番組進行で放送されていた。

（メールのテーマは「春にちなんだもの」（3月25日）、「1980年代生まれ」（3月26日）アドレスは12月・2月のSPウイークと同じ）
- ニッポン放送での最終回である3月27日は、2008年4月からニッポン放送の野球解説を担当する掛布雅之をゲストに迎えた。
- 3月28日は二十数局向けに最終回エクストラとして、松本ひでお・新保友映の二人で番組を進行した。（放送上に載らなかった裏舞台のエピソードや松本ひでおの人に見られたら恥ずかしいあんなことこんなことなどが一部地域を除くネット局向けに放送されていた。※前日の最終回の放送直後に収録※メールなどの募集はなかった。

なお、TBCラジオは東北楽天ゴールデンイーグルスの試合中継の関係で3月25日～3月27日を休んでいた。

## その他
- 2006年11月6日～11月10日の放送は、石川みゆきが夫婦で海外旅行に出かけ、松本アナが1人で番組を担当した。
- 2006年12月27日・12月28日はニッポン放送では19:00までの短縮版放送となっている。（19:00～20:00は日本選手権シリーズやパリーグのプレーオフ実況中継の延長で休止になってしまったナイターオフレギュラー番組の穴埋め特別編成を放送していた。）ネット局用には19:00～20:00の通常に放送されていた。
- 2007年1月1日の放送は18:30まで年始特別番組を放送のため18:30～20:00の短縮版放送で天気予報・交通情報は飯田アナが読み上げたり担当していた。
- 2007年3月15日の放送は松本アナがアメリカ・シアトルに出張のため胡口和雄アナウンサーが担当。翌3月16日はシアトルに在住する長谷川滋利をゲストに現地から生放送を行った。
- 2007年10月26日の放送は新保アナがニッポン放送の入社5年目研修のため、松本アナと金曜日スペシャルパーソナリティの仁志敏久の2人で放送した。
- 2007年11月29日…
  - この日から数日間は「小島奈津子のおかえりなさい」など、一部のスポンサー紹介が松本アナから新保アナの担当になった。交代の理由は不明。
  - この日から数日間、松本アナは北京オリンピックを目指す日本プロ野球チームが台湾で予選試合する取材のため、北京から生放送。新保アナは東京・有楽町ニッポン放送本社から。
- 2007年12月3日（ニッポン放送バージョン）・12月4日は師岡正雄アナウンサーが松本アナのピンチヒッターとして新保アナと一緒に司会進行していた。
- 2008年1月7日～1月11日の放送は、新保友映アナがリフレッシュ休暇のため、1月7日は石井一久、1月8日は清水久嗣アナ、1月9日は洗川雄司アナ、1月10日は今井美紀リポーター、1月11日は仁志敏久が松本アナと担当した。
- 2008年1月14日～1月18日の放送は松本ひでおアナがリフレッシュ休暇のため、新保友映アナがパートナーを迎えて放送を行う。1月14日は煙山光紀アナ（月曜レギュラー出演の石井一久は欠席）、1月15日は野球解説者の達川光男、1月16日は胡口和雄アナ、1月17日は山田透アナがメインを担当し、1月18日は金曜レギュラーの仁志敏久のメインで放送。松本アナは金曜の「釣りバカ日記」のコーナーだけ電話出演。実は熱海にいたらしい。
- 2008年3月19日の放送は新保アナがファンである東京ヤクルトスワローズの激励会の取材のため、19:30すぎから登場。その代わりにかつてこの時間帯のレギュラーであった野球解説者の田尾安志が番組開始から登場。タイトルコールも「田尾安志と松本ひでおのショウアップナイターネクスト!」となった（ただしジングルは「松本ひでおの -」のまま）。